# Royal Rumble 2019
Royal Rumble (2019) was een professioneel worstel-pay-per-view (PPV) en WWE Network evenement dat georganiseerd werd door WWE voor hun Raw en SmackDown brands. Het was de 32se editie van Royal Rumble en vond plaats op 27 januari 2019 in Chase Field in Phoenix, Arizona.

## Matches
| Nr. | Match | Winnaar(s)                   | Opmerkingen | Bron  |
| --- | --- | ---------------------------- | --- | ----- |
| 1p  | Bobby Roode & Chad Gable vs. Scott Dawson & Rezar (met Drake Maverick)                                      | Bobby Roode & Chad Gable     | Tag Team non-title match. Als Dawson en Rezar hadden gewonnen, kregen The Revival en AOP een Raw Tag Team Championship wedstrijd. | [ 2 ] |
| 2p  | Shinsuke Nakamura vs. Rusev (c) (met Lana)                                                                  | Shinsuke Nakamura (nc)       | Een-op-een match voor het WWE U.S. Championship.                                                                                  | [ 2 ] |
| 3p  | Buddy Murphy (c) vs. Kalisto vs. Akira Tozawa vs. Hideo Itami                                               | Buddy Murphy                 | Fatal 4-Way match voor het WWE Cruiserweight Championship.                                                                        | [ 2 ] |
| 4   | Asuka (c) vs. Becky Lynch                                                                                   | Asuka                        | Een-op-een match voor het WWE SmackDown Women's Championship. Asuka won door submission.                                          | [ 2 ] |
| 5   | The Miz & Shane McMahon vs. The Bar (Cesaro & Sheamus) (c)                                                  | The Miz & Shane McMahon (nc) | Tag Team match voor het WWE SmackDown Tag Team Championship.                                                                      | [ 2 ] |
| 6   | Ronda Rousey (c) vs. Sasha Banks                                                                            | Ronda Rousey                 | Een-op-een match voor het WWE Raw Women's Championship.                                                                           | [ 2 ] |
| 7   | 30-Women's Royal Rumble match voor een vrouwelijkkampioenschapswedstrijd bij het evenement WrestleMania 35. | Becky Lynch                  | Lynch won door Charlotte Flair als laatste te elimineren.                                                                         | [ 2 ] |
| 8   | Daniel Bryan (c) vs. AJ Styles                                                                              | Daniel Bryan                 | Een-op-een match voor het WWE Championship.                                                                                       | [ 2 ] |
| 9   | Brock Lesnar (c) (met Paul Heyman) vs. Finn Bálor                                                           | Brock Lesnar                 | Een-op-een match voor het WWE Universal Championship. Lesnar won door submission.                                                 | [ 2 ] |
| 10  | 30-Man's Royal Rumble match voor wereldkampioenschapswedstrijd bij het evenement WrestleMania 35.           | Seth Rollins                 | Rollins won door Braun Strowman als laatste te elimineren.                                                                        | [ 2 ] |

### 30-Women's Royal Rumble match
| Nr. | Entree          | Brand      | Orde | Geëlimineerd door           | Eliminaties | Tijd  | Bron  |
| --- | --------------- | ---------- | ---- | --------------------------- | ----------- | ----- | ----- |
| 1   | Lacey Evans     | Free agent | 11   | Charlotte Flair             | 2           | 29:20 | [ 3 ] |
| 2   | Natalya         | Raw        | 23   | Nia Jax                     | 2           | 56:01 | [ 3 ] |
| 3   | Mandy Rose      | SmackDown  | 9    | Naomi                       | 1           | 25:50 | [ 3 ] |
| 4   | Liv Morgan      | Raw        | 1    | Natalya                     | 0           | 00:08 | [ 3 ] |
| 5   | Mickie James    | Raw        | 2    | Tamina                      | 0           | 11:38 | [ 3 ] |
| 6   | Ember Moon      | Raw        | 24   | Alexa Bliss                 | 0           | 52:23 | [ 3 ] |
| 7   | Billie Kay      | SmackDown  | 4    | Lacey Evans                 | 1           | 09:25 | [ 3 ] |
| 8   | Nikki Cross     | Free agent | 3    | Billie Kay & Peyton Royce   | 0           | 09:00 | [ 3 ] |
| 9   | Peyton Royce    | SmackDown  | 5    | Lacey Evans                 | 1           | 08:38 | [ 3 ] |
| 10  | Tamina          | Raw        | 7    | Charlotte Flair             | 1           | 08:22 | [ 3 ] |
| 11  | Xia Li          | NXT        | 6    | Charlotte Flair             | 0           | 04:48 | [ 3 ] |
| 12  | Sarah Logan     | Raw        | 8    | Natalya & Kairi Sane        | 0           | 05:38 | [ 3 ] |
| 13  | Charlotte Flair | SmackDown  | 29   | Becky Lynch                 | 5           | 50:01 | [ 3 ] |
| 14  | Kairi Sane      | NXT        | 15   | Ruby Riott                  | 1           | 17:00 | [ 3 ] |
| 15  | Maria Kanellis  | 205 Live   | 12   | Alicia Fox                  | 0           | 08:12 | [ 3 ] |
| 16  | Naomi           | SmackDown  | 10   | Mandy Rose                  | 1           | 01:28 | [ 3 ] |
| 17  | Candice LeRae   | NXT        | 14   | Ruby Riott                  | 0           | 09:35 | [ 3 ] |
| 18  | Alicia Fox      | Raw        | 13   | Ruby Riott                  | 1           | 06:55 | [ 3 ] |
| 19  | Kacy Catanzaro  | NXT        | 16   | Rhea Ripley                 | 0           | 10:45 | [ 3 ] |
| 20  | Zelina Vega     | SmackDown  | 18   | Rhea Ripley                 | 0           | 11:42 | [ 3 ] |
| 21  | Ruby Riott      | Raw        | 20   | Bayley                      | 3           | 13:08 | [ 3 ] |
| 22  | Dana Brooke     | Raw        | 17   | Rhea Ripley                 | 0           | 07:17 | [ 3 ] |
| 23  | Io Shirai       | NXT        | 22   | Nia Jax                     | 0           | 13:21 | [ 3 ] |
| 24  | Rhea Ripley     | NXT UK     | 21   | Bayley                      | 3           | 07:55 | [ 3 ] |
| 25  | Sonya Deville   | SmackDown  | 19   | Alexa Bliss                 | 0           | 04:26 | [ 3 ] |
| 26  | Alexa Bliss     | Raw        | 25   | Bayley & Carmella           | 2           | 12:59 | [ 3 ] |
| 27  | Bayley          | Raw        | 27   | Nia Jax and Charlotte Flair | 3           | 14:27 | [ 3 ] |
| 28  | Becky Lynch     | SmackDown  | —    | Winnaar                     | 2           | 13:20 | [ 3 ] |
| 29  | Nia Jax         | Raw        | 28   | Becky Lynch                 | 3           | 11:59 | [ 3 ] |
| 30  | Carmella        | SmackDown  | 26   | Charlotte Flair             | 1           | 07:12 | [ 3 ] |

### 30-Man's Royal Rumble match
| Nr. | Entree            | Brand      | Orde | Geëlimineerd door              | Eliminaties | Tijd  | Bron  |
| --- | ----------------- | ---------- | ---- | ------------------------------ | ----------- | ----- | ----- |
| 1   | Elias             | Raw        | 5    | Seth Rollins                   | 1           | 15:07 | [ 4 ] |
| 2   | Jeff Jarrett      | Free agent | 1    | Elias                          | 0           | 01:20 | [ 4 ] |
| 3   | Shinsuke Nakamura | SmackDown  | 8    | Mustafa Ali                    | 1           | 17:46 | [ 4 ] |
| 4   | Kurt Angle        | Raw        | 2    | Shinsuke Nakamura              | 0           | 03:15 | [ 4 ] |
| 5   | Big E             | SmackDown  | 4    | Samoa Joe                      | 0           | 06:01 | [ 4 ] |
| 6   | Johnny Gargano    | NXT        | 9    | Dean Ambrose                   | 1           | 13:50 | [ 4 ] |
| 7   | Jinder Mahal      | Raw        | 3    | Johnny Gargano                 | 0           | 00:30 | [ 4 ] |
| 8   | Samoa Joe         | SmackDown  | 14   | Mustafa Ali                    | 3           | 24:05 | [ 4 ] |
| 9   | Curt Hawkins      | Raw        | 7    | Samoa Joe                      | 1           | 04:09 | [ 4 ] |
| 10  | Seth Rollins      | Raw        | —    | Winner                         | 3           | 43:00 | [ 4 ] |
| 11  | Titus O'Neil      | Raw        | 6    | Curt Hawkins                   | 0           | 00:05 | [ 4 ] |
| 12  | Kofi Kingston     | SmackDown  | 12   | Drew McIntyre                  | 0           | 08:53 | [ 4 ] |
| 13  | Mustafa Ali       | SmackDown  | 23   | Nia Jax                        | 2           | 30:05 | [ 4 ] |
| 14  | Dean Ambrose      | Raw        | 13   | Aleister Black                 | 1           | 14:42 | [ 4 ] |
| 15  | No Way Jose       | Raw        | 10   | Samoa Joe                      | 0           | 00:02 | [ 4 ] |
| 16  | Drew McIntyre     | Raw        | 22   | Dolph Ziggler & Braun Strowman | 3           | 20:06 | [ 4 ] |
| 17  | Xavier Woods      | SmackDown  | 11   | Drew McIntyre                  | 0           | 00:03 | [ 4 ] |
| 18  | Pete Dunne        | NXT UK     | 17   | Drew McIntyre                  | 0           | 11:13 | [ 4 ] |
| 19  | Andrade           | SmackDown  | 27   | Braun Strowman                 | 1           | 26:30 | [ 4 ] |
| 20  | Apollo Crews      | Raw        | 15   | Baron Corbin                   | 0           | 05:47 | [ 4 ] |
| 21  | Aleister Black    | NXT        | 16   | Baron Corbin                   | 1           | 06:09 | [ 4 ] |
| 22  | Shelton Benjamin  | SmackDown  | 20   | Braun Strowman                 | 0           | 09:21 | [ 4 ] |
| 23  | Baron Corbin      | Raw        | 19   | Braun Strowman                 | 2           | 07:19 | [ 4 ] |
| 24  | Jeff Hardy        | SmackDown  | 21   | Braun Strowman                 | 0           | 07:55 | [ 4 ] |
| 25  | Rey Mysterio      | SmackDown  | 25   | Randy Orton                    | 1           | 12:30 | [ 4 ] |
| 26  | Bobby Lashley     | Raw        | 18   | Seth Rollins                   | 0           | 00:13 | [ 4 ] |
| 27  | Braun Strowman    | Raw        | 29   | Seth Rollins                   | 6           | 14:37 | [ 4 ] |
| 28  | Dolph Ziggler     | Raw        | 28   | Braun Strowman                 | 1           | 11:34 | [ 4 ] |
| 29  | Randy Orton       | SmackDown  | 26   | Andrade                        | 1           | 06:00 | [ 4 ] |
| 30  | Nia Jax           | Raw        | 24   | Rey Mysterio                   | 1           | 03:11 | [ 4 ] |